# Dorset
Dorset (voorheen ook wel Dorsetshire) is een graafschap in het zuidwesten van Engeland, gelegen aan het Kanaal. De hoofdstad is Dorchester. Het graafschap beslaat een oppervlakte van 2542 vierkante kilometer. Dorset grenst in het westen aan Devon, in het noordwesten aan Somerset, in het noordoosten aan Wiltshire en in het oosten aan Hampshire. De helft van Dorsets inwoners woont in het verstedelijkt gebied rond Dorchester. De rest van het graafschap bestaat voornamelijk uit dunbevolkt platteland.
Het gebied staat bekend om zijn kustgebied, de Jurassic Coast, waar zich vele geologische bezienswaardigheden bevinden, zoals Lulworth Cove, het Isle of Portland, Chesil Beach en Durdle Door. Dorsets kustplaatsen als Bournemouth, Poole, Weymouth, Swanage en Lyme Regis zijn sinds jaar en dag populaire vakantieoorden. Veel verhalen en romans van de schrijver en dichter Thomas Hardy spelen zich af in het graafschap, waar de auteur geboren werd.

## Geschiedenis
Het eerste geschreven gebruik van de naam Dorset ("Dorseteschire") dateert uit het jaar 940 na Christus. De naam betekent "zij die wonen in Dorchester, waar met de vuisten gevochten wordt". Het gebied dat nu Dorset vormt, werd rond 8000 voor Christus voor het eerst door mensen bewoond. Deze jagers uit het stenen tijdperk waren klein van aantal, en vestigden zich vrijwel exclusief langs de kust en in de Stour vallei. Met hulp van gereedschap en vuur ontdeden de mensen Dorset van delen van de oorspronkelijk eikenbossen. De hoge kalkheuvels waaraan het gebied rijk is gaf menselijke bewoners de gelegenheid om verdedigingsforten te bouwen, zoals Maiden Castle. Lager gelegen gebieden werden geleidelijk aan ontbost om plaats te maken voor landbouw.
In Dorset zijn vele Romeinse artefacten opgegraven. Op de plek van de stad Dorchester veroverde Vespasianus in 54 na Chr. Maiden Castle op de Keltische Durotrigen. Vanaf de stad bouwden de overwinnaars, die de streek Dumnoia noemden, wegen naar vele van de andere Romeinse nederzettingen op de Britse eilanden. In deze periode verhuisden de bewoners van Dorset vanaf de heuvels naar de valleien, en in de 4e eeuw na Christus waren de heuveltoppen vrijwel verlaten. Een defensieve loopgraaf, Bokerley Dyke, vertraagde de Saksische verovering van Dorset met bijna tweehonderd jaar. Het Domesday Book bevat verwijzingen naar vele Saksische nederzettingen die veelal overeenkomen met moderne dorpen en steden. Na de bekering tot het christendom trokken kloosters veel land en macht naar zich toe.
In 789 voerden volgens de Anglo-Saxon Chronicle de vikingen de eerste aanval uit in Engeland, op de kust van Dorset bij Isle of Portland.
Tijdens een burgeroorlog in de 12e eeuw werden overal in Dorset nieuwe verdedigingsforten opgetrokken, zoals Corfe Castle, Powerstock, Wareham en Shaftesbury. Bestaande kloosters als Abbotsbury werden verstevigd. In de Middeleeuwen was Dorset als jachtgebied geliefd bij het koningshuis en de adel. De macht van de kloosters kalfde steeds verder af, waardoor er meer land beschikbaar kwam. Deze ontwikkeling leidde tot een groei in bevolkingsomvang. Gedurende de Engelse Burgeroorlog van de 17e eeuw vernietigden Parlementariërs Corfe Castle en Sherborne Castle, die in handen waren geweest van de Royalisten. De Industriële revolutie van de 19e eeuw ging het graafschap grotendeels voorbij, en Dorset blijft tot op de dag van vandaag een agrarisch gebied.

## Geografie
Het landschap van Dorset bevat een kalkrijk gebied met vele heuvels, die in de loop der jaren van hun bebossing ontdaan zijn. De kalkstenen laag vormt nu de ondergrond voor uitgestrekte graslanden en de verbouwing van gewassen. Dwars door de kalksteen loopt van noord naar zuid een krijtlaag. Tussen de heuvelrijke kalksteengebieden liggen kleivalleien, waar zich een grote zuivelindustrie bevindt.
In het zuidoosten van Dorset, rond Poole en Bournemouth, ligt een gebied met veel non-resistente klei, zand en grind. Deze ondergrond zorgt voor een begroeiing met heide. Alle zeven reptielensoorten die inheems zijn aan de Britse eilanden komen in dit gebied voor. De rivier de Frome en haar aftakkingen hebben een uitgebreide rivierdelta in het gebied uitgesleten.
In 2001 werd de kust van Dorset en East Devon toegevoegd aan de Werelderfgoedlijst van UNESCO. De rotsen van Dorset hebben fossielen opgeleverd uit alle perioden van het Mesozoïcum, waaronder het eerste exemplaar van een volledige Ichthyosaurus en jurassische bomen.
Met 44% kent het graafschap het hoogste percentage aan natuurgebieden ten opzichte van haar totale grondgebied in Engeland.
Dorset, het op twee na zuidelijkste graafschap van Engeland, kent warme zomers en milde winters. Het ligt niet ver genoeg naar het westen om te lijden onder de Atlantische stormen die Devon en Cornwall soms teisteren. Vorst en sneeuw komen zelden voor in het graafschap, vooral langs de kust. Dorset heeft met een aantal andere zuidelijke gebieden (Kent, Hampshire, West Sussex en East Sussex) het grootste aantal zonuren (1541 tot 1885) per jaar op de Britse eilanden.

## Overzicht districten
| Lokaal bestuurde gebieden en plaatsen | Lokaal bestuurde gebieden en plaatsen |
| Nr.                                   | Unitary                               |
| ------------------------------------- | ------------------------------------- |
| 1                                     | Dorset                                |
| 2                                     | Bournemouth, Christchurch and Poole   |

| Detailkaart |
| ----------- |
|             |

| Lokaal bestuurde gebieden en plaatsen | Lokaal bestuurde gebieden en plaatsen |
| Nr.                                   | District/Unitary                      |
| ------------------------------------- | ------------------------------------- |
| 1                                     | Weymouth and Portland                 |
| 2                                     | West Dorset                           |
| 3                                     | North Dorset                          |
| 4                                     | Purbeck                               |
| 5                                     | East Dorset                           |
| 6                                     | Christchurch                          |
| 7                                     | Bournemouth (unitary authority)       |
| 8                                     | Poole (unitary authority)             |

| Detailkaart |
| ----------- |
|             |

## Demografie
Het graafschap zelf heeft 402 217 inwoners, plus nog zo’n 300 000 inwoners in Bournemouth en Poole. Deze steden vallen administratief gezien niet onder de bevoegdheden van Dorset. 91,3% van Dorsets bevolking is van Engelse afkomst, en 95,2% werd in Groot-Brittannië geboren. Etnische minderheden vormen slechts 1,2% van alle inwoners. Bijna vier vijfde geeft aan een christen te zijn. Dorset is na East Sussex het meest vergrijsde graafschap in Groot-Brittannië: 25,9% van de bevolking is 65 jaar of ouder. Daarnaast kent Dorset ook het laagste geboortecijfer van Engeland, met 9,6 geboortes per 1000 inwoners.

## Politiek
Het graafschappelijk bestuur (Engels: Dorset County Council) zetelt in Dorchester. Bij de gemeentelijke verkiezingen van mei 2005 werden 24 Conservatieve, 16 Liberal Democrats, vier Labour en één onafhankelijk bestuursleden verkozen. Labour heeft de grootste aanhang in Weymouth and Portland, terwijl meer landelijke delen van Dorset de conservatieven en Liberal Democrats verkiezen.
In het landelijk parlement te Londen wordt Dorset vertegenwoordigd door één Labour-parlementariër (South Dorset), één Liberal Democrat (Mid-Dorset and North Poole) en drie Tories (West Dorset, Christchurch en North Dorset). De administratieve regio van Bournemouth en Poole is geheel in handen van de conservatieven.

## Economie
In 2003 bedroeg het bruto product van Dorset ₤4673 miljoen (84% van het nationaal gemiddelde). Daarnaast was het BNP voor Poole en Bournemouth daarboven nog eens £4705 miljoen. Zeventig procent hiervan werd verdiend in de tertiaire sector, tegenover 4% in de primaire sector en 26% in de secundaire sector. Het inkomen per capita ligt in Dorset met ₤6671 bijna tienduizend pond onder het landelijk gemiddelde.
De belangrijkste sector in het graafschap is de landbouw, hoewel door automatisering het aantal personen dat werkzaam is in deze industrie al decennialang gestaag afneemt. Lagere winstmarges hebben de sector in de laatste jaren doen inkrimpen. De fabrieksindustrie blijft er onderontwikkeld in vergelijking met de rest van Groot-Brittannië. Met 14.6% van de beroepsbevolking werkzaam in deze industrie, staat Dorset uit 34 graafschappen op de 30e plaats.
Toerisme is sinds de 19e eeuw een bron van inkomsten voor Dorset geweest. In 2002 gaven 4,2 miljoen Britten en 260 duizend buitenlandse toeristen gezamenlijk ₤768 miljoen uit in de regio. Tijdens de Olympische Zomerspelen van 2012 worden in Dorset de zeilkampioenschappen gehouden. Het is het enige onderdeel van de Spelen dat niet in Londen plaatsvindt.

## Afkomstig uit Dorset
- Thomas Hardy (1769-1839), viceadmiraal
- Mary Anning (1799-1847), fossielenzoeker
- William Fox Talbot (1800-1877), pionier in de fotografie
- Thomas Hardy (1840-1928), romanschrijver
- Oliver Milburn (1973), acteur en filmproducent

## Trivia
- De titel van Ian McEwans roman On Chesil Beach (2007) verwijst naar de genoemde locatie in Dorset.

## Galerij

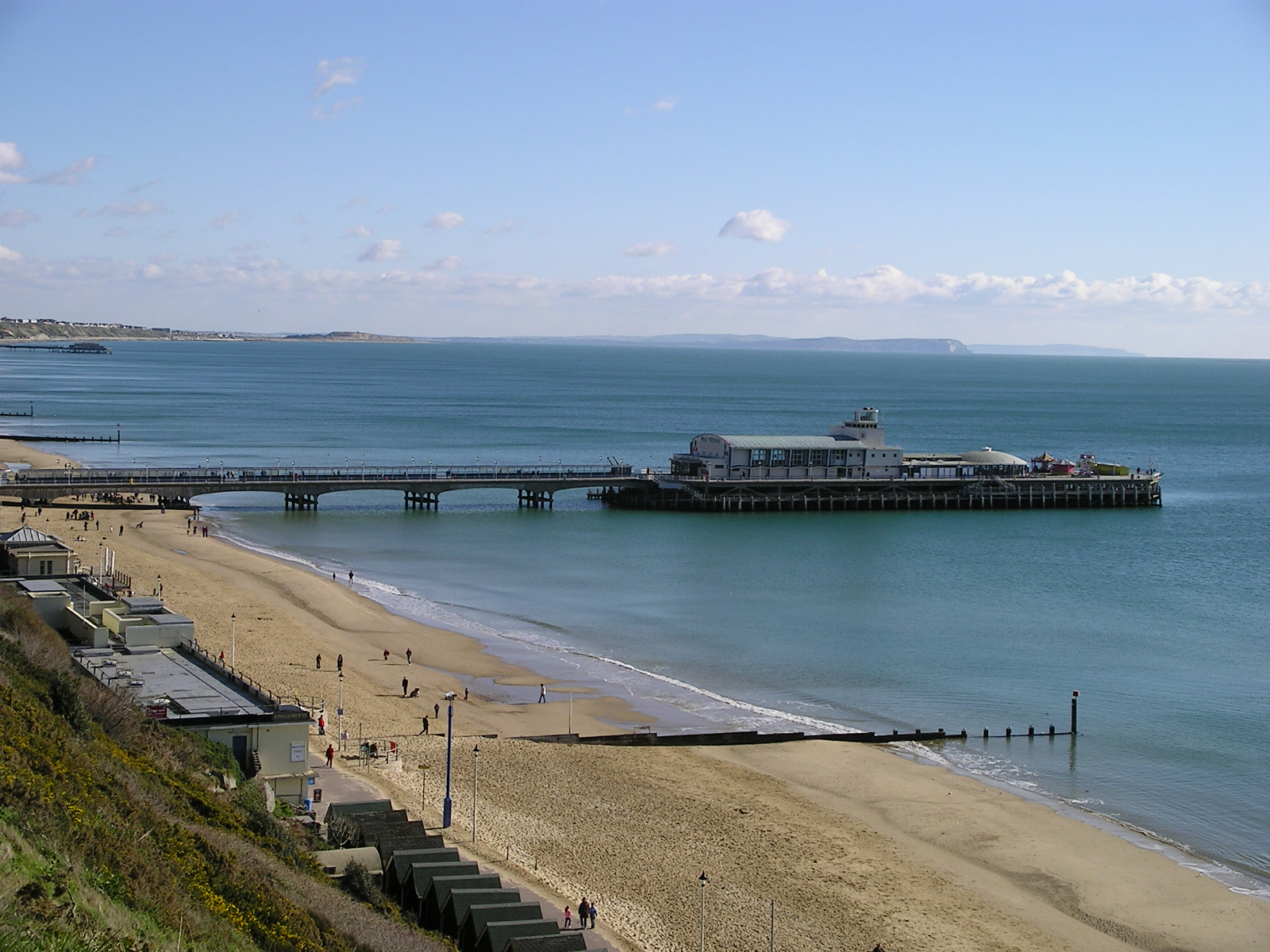
Bournemouth
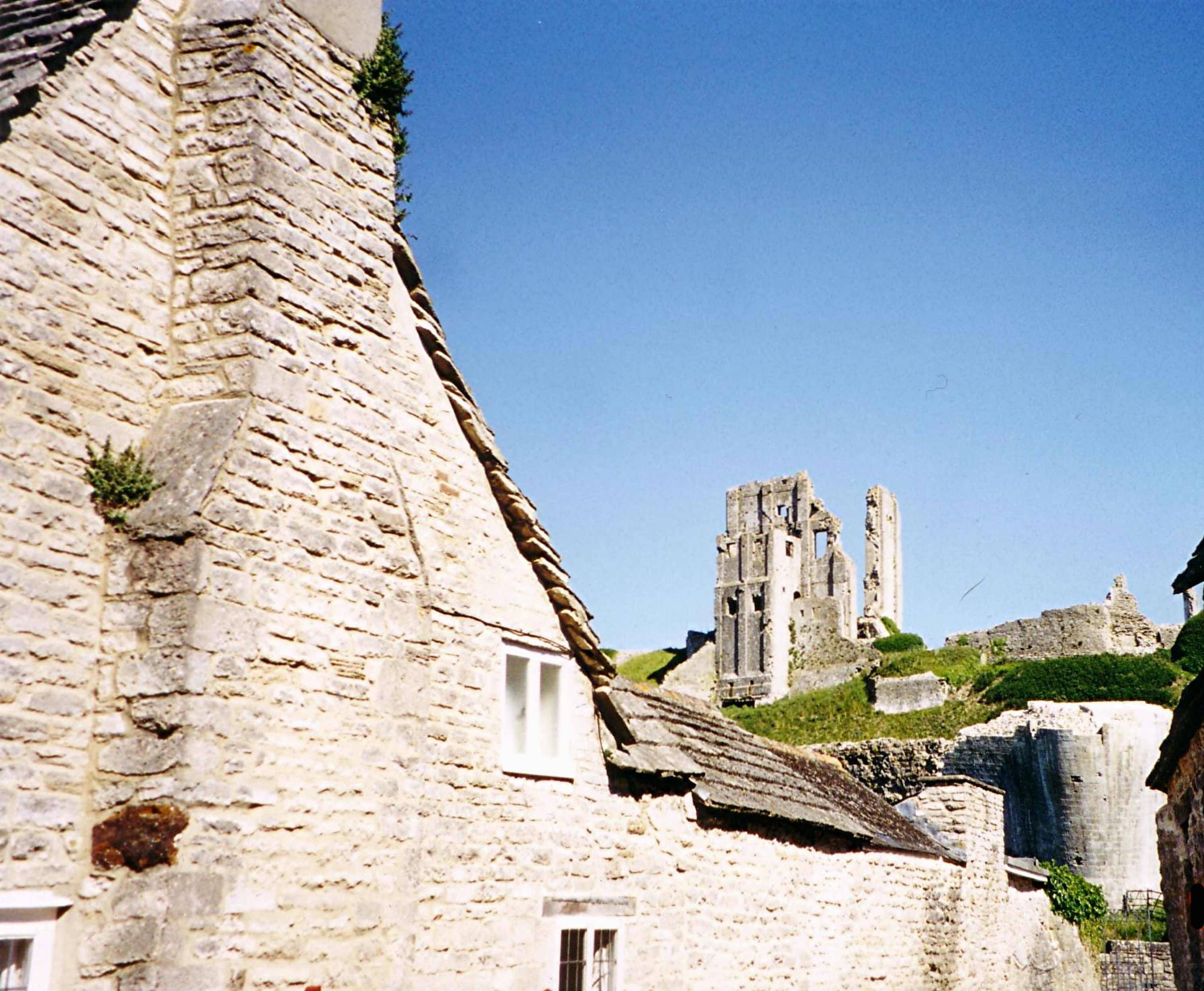
Corfe Castle
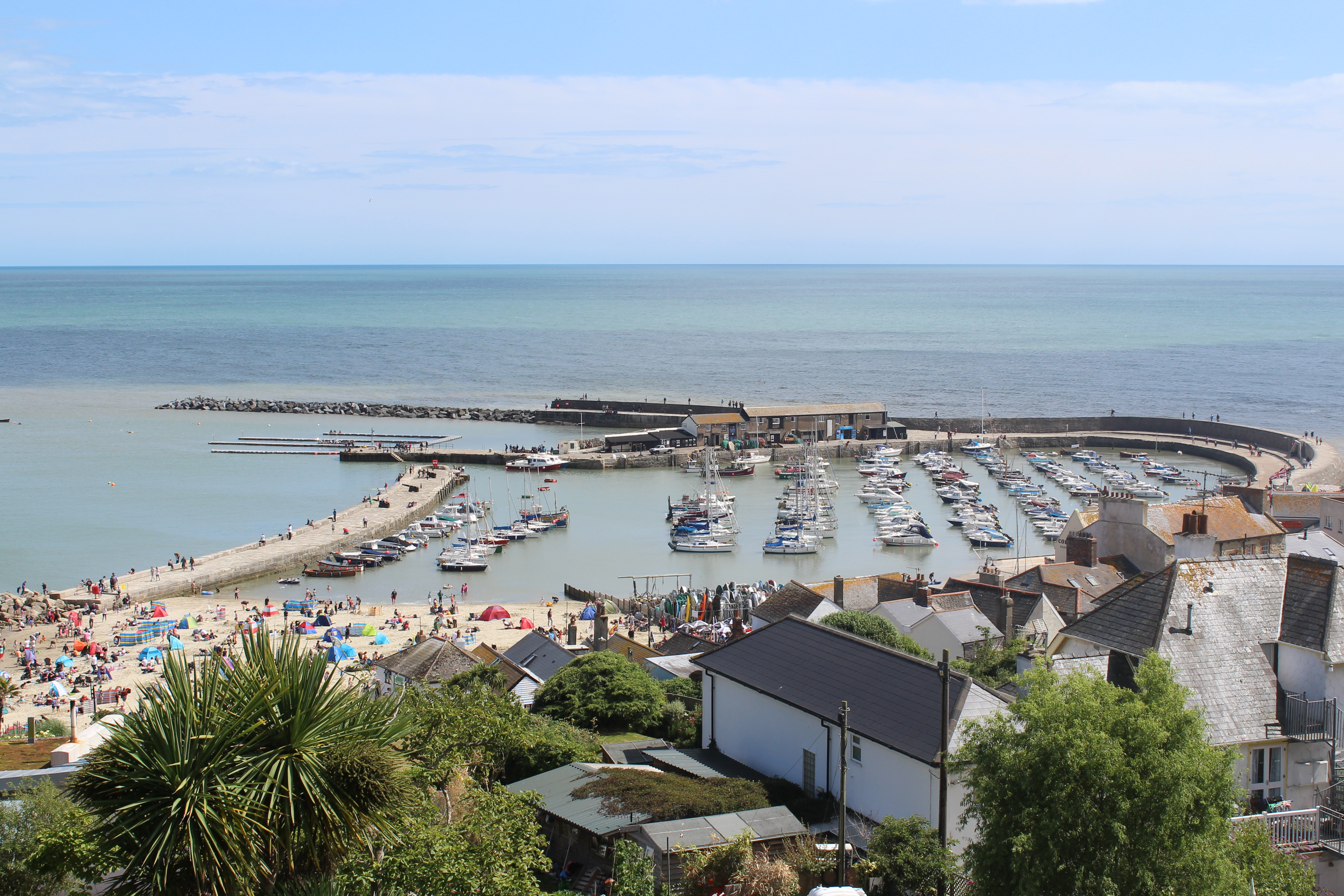
Lyme Regis haven
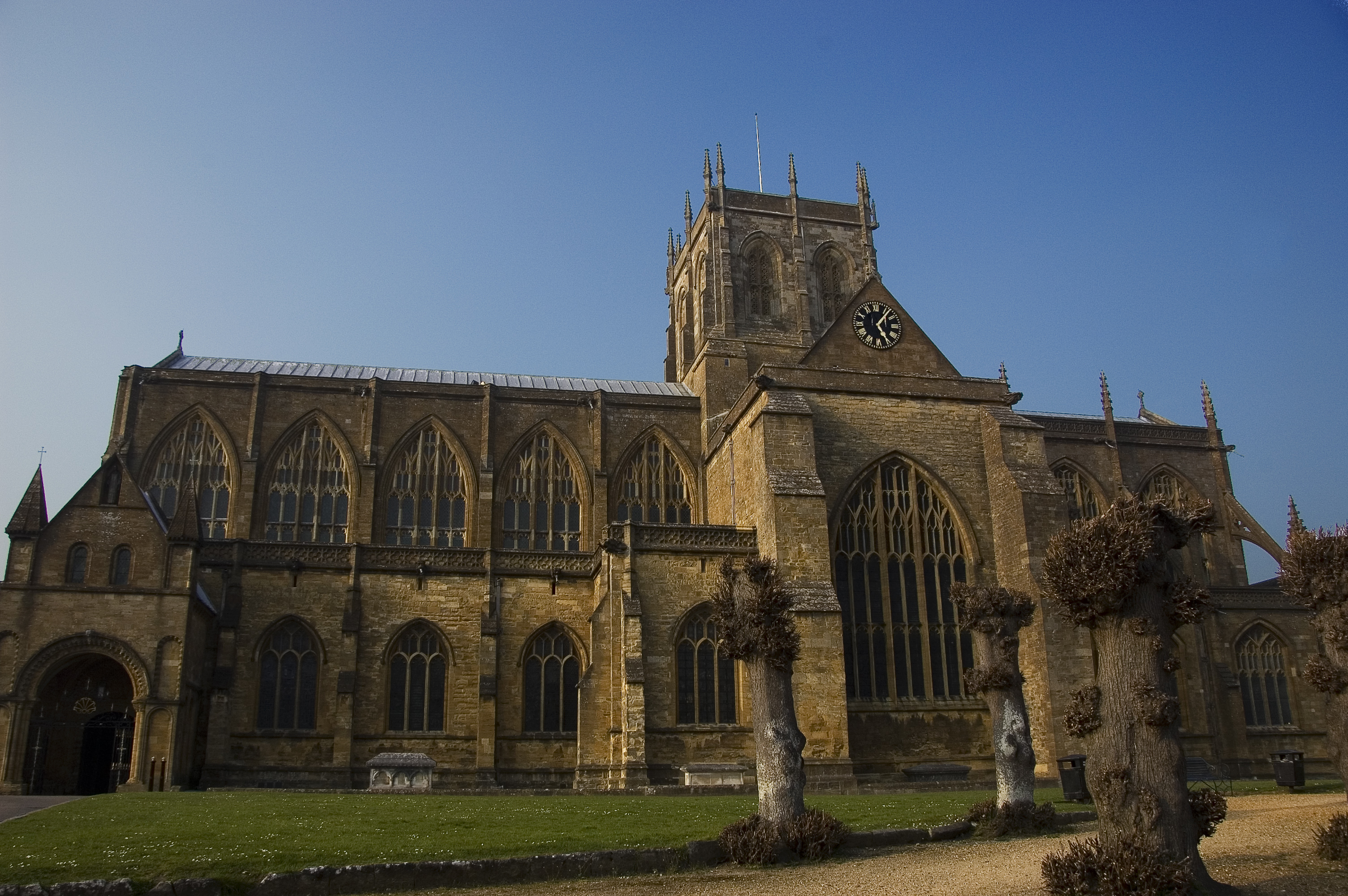
Sherborne Abbey

Bedfordshire · Berkshire · City of Bristol · Buckinghamshire · Cambridgeshire · Cheshire · Cornwall · Cumbria · Derbyshire · Devon · Dorset · Durham · East Riding of Yorkshire · East Sussex · Essex · Gloucestershire · Greater London · Greater Manchester · Hampshire · Herefordshire · Hertfordshire · Isle of Wight · Kent · Lancashire · Leicestershire · Lincolnshire · City of London · Merseyside · Norfolk · Northamptonshire · Northumberland · North Yorkshire · Nottinghamshire · Oxfordshire · Rutland · Shropshire · Somerset · South Yorkshire · Staffordshire · Suffolk · Surrey · Tyne and Wear · Warwickshire · West Midlands · West Sussex · West Yorkshire · Wiltshire · Worcestershire
Overig: Stedelijke en niet-stedelijke graafschappen · Traditionele graafschappen
Bath and North East Somerset* · Bedfordshire · Berkshire · Blackburn & Darwen* · Blackpool* · Bournemouth* · Brighton & Hove* · Bristol* · Buckinghamshire · Cambridgeshire · Cheshire · Cornwall · Cumbria · Darlington* · Derby* · Derbyshire · Devon · Dorset · Durham · East Riding of Yorkshire* · East Sussex · Essex · Gloucestershire · Greater London · Greater Manchester · Halton* · Hampshire · Hartlepool* · Herefordshire* · Hertfordshire · Hull* · Isle of Wight* · Kent · Lancashire · Leicester* · Leicestershire · Lincolnshire · Luton* · Medway* · Merseyside · Middlesbrough* · Milton Keynes* · Norfolk · Northamptonshire · Northumberland · North East Lincolnshire* · North Lincolnshire * · North Somerset* · North Yorkshire · Nottingham* · Nottinghamshire · Oxfordshire · Peterborough* · Plymouth* · Poole* · Portsmouth* · Redcar & Cleveland* · Rutland* · Shropshire · Somerset · Southend-on-Sea* · Southampton* · South Gloucestershire* · South Yorkshire · Staffordshire · Stockton-on-Tees* · Stoke-on-Trent* · Suffolk · Surrey · Swindon* · Telford & Wrekin* · Thurrock* · Torbay* · Tyne & Wear · Warrington* · Warwickshire · West Midlands · West Sussex · West Yorkshire · Wiltshire · Worcestershire · York* 
Overig: Ceremoniële graafschappen · Traditionele graafschappen
Bedfordshire · Berkshire · Buckinghamshire · Cambridgeshire · Cheshire · Cornwall · Cumberland · Derbyshire · Devon · Dorset · Durham · Essex · Gloucestershire · Hampshire · Herefordshire · Hertfordshire · Huntingdonshire · Kent · Lancashire · Lincolnshire · Leicestershire · Middlesex · Norfolk · Northamptonshire · Northumberland · Nottinghamshire · Oxfordshire · Rutland · Shropshire · Somerset · Staffordshire · Suffolk · Surrey · Sussex · Warwickshire · Westmorland · Wiltshire · Worcestershire · Yorkshire
Overig: Stedelijke en niet-stedelijke graafschappen · Traditionele graafschappen